# Hospital Agamenon Magalhães
O Hospital Agamenon Magalhães (HAM) é um hospital da rede pública da cidade brasileira do Recife, pertencente à Secretaria de Saúde de Pernambuco.
Foi inaugurado em 1948, inicialmente denominado Casa de Saúde São João, e reinaugurado em 1953 com a denominação atual. É um dos mais importantes suportes do SUS em Pernambuco.

## História
Inicialmente denominado Casa de Saúde São João, foi incorporado ao Instituto de Aposentadorias e Pensões dos Industriários (IAPI) em 1953, mudando sua denominação para a atual.
Passou por diversas reformas, sendo incorporado à rede pública de saúde do Estado de Pernambuco. 

## Atendimento
O HAM atende cerca de 5000 pacientes/mês.
Possui emergência nas especialidades:
- Clínica Médica;
- Cardiologia (referência em Pernambuco [1]);
- Otorrinolaringologia;
- Maternidade de alto risco.[2]

Está dotado com um banco de leite para suprimento aos recém-nascidos de alto risco.
O atendimento ambulatorial engloba as seguintes especialidades:
- Otorrinolaringologia clínica;
- Otorrinolaringologia cirúrgica;[nota 1][2]
- Endocrinologia (infantil e adulto);
- Cirurgia geral;
- Cirurgia plástica;
- Cirurgia ginecológica.

## Ensino
É o único hospital da Secretaria de Saúde de Pernambuco contratualizado como Hospital de Ensino.